# Serie A1 (pallanuoto femminile)
La Serie A1 è la massima divisione del campionato italiano femminile di pallanuoto, organizzato dalla Federazione Italiana Nuoto (FIN).

## Formula

### Regular season
La prima fase del torneo, la cosiddetta regular season, consta di un girone all'italiana che vede le dieci squadre partecipanti al campionato di Serie A1 affrontarsi a turno nel girone di andata e in quello di ritorno, per un totale di diciotto partite per squadra. Per ogni partita vengono assegnati tre punti alla squadra vincente e zero a quella perdente. In caso di pareggio, ciascuna delle due squadre somma un punto. Alla fine di questa fase, le prime due in classifica fanno accesso alle semifinali playoff scudetto, invece tra la terza e la sesta posizione disputano i quarti di finale playoff scudetto, infine le squadre piazzatesi tra la settima e la decima posizione disputano i play-out salvezza.

### Play-off
La fase dei play-off vede in scena le prime sei squadre della regular season.  I play-off si aprono con i quarti di finali, al meglio delle tre gare, in cui si scontrano terza contro sesta e quarta contro quinta. Partecipano alle semifinali play-off per l’assegnazione dello scudetto le squadre classificate al primo ed al secondo posto e le squadre che hanno vinto i quarti di finale, anche questi al meglio delle tre gare, in cui si scontrano la prima contro la vincente tra la quarta e la quinta, e la seconda contro la vincente tra la terza e la sesta. La prima e l'eventuale terza partita si giocano in casa della squadra che ha ottenuto il miglior piazzamento in classifica durante la regular season. Le due vincenti si sfidano poi nella finale scudetto.

#### Finale
La finale vede scontrarsi le due squadre vincitrici delle semifinali. Essa si svolge al meglio delle due partite su tre, quindi la prima squadra a sconfiggere due volte l'avversaria si laurea campione d'Italia. La prima e la terza partita si giocano in casa della squadra che ha ottenuto il miglior piazzamento in classifica durante la regular season.

## Storia
La prima stagione della massima serie femminile, fu quella del 1985 vinta dal Volturno di Santa Maria Capua Vetere . Con quel successo la squadra campana iniziò ad imporre il proprio dominio sul campionato, che durò fino al 1991, vincendo sette titoli su sette. Nel 1992 fu l'Orizzonte Catania ad interrompere la serie di affermazioni del Volturno. Come le campane, anche le siciliane imposero un lungo dominio sulla massima divisione, che durò sino al 2011 con un'unica interruzione: la vittoria del titolo nel 2007 da parte della Fiorentina Waterpolo. Le successive tre edizioni videro il trionfo di altrettante compagini liguri: la Pro Recco, il Rapallo e l'Imperia. Dal 2014-2015 al 2017-2018 è stato il Plebiscito Padova a monopolizzare il torneo con quattro affermazioni consecutive, prima del ritorno al successo nel 2018-2019, dopo otto stagioni di astinenza, dell'Orizzonte Catania che conquista contestualmente anche la sua seconda stella. 
La stagione 2019-2020 è stata dapprima interrotta, dopo dieci turni di regular season, e successivamente annullata dalla FIN a causa dell'emergenza coronavirus. Lo scudetto non è stato assegnato, così come i posti per la partecipazione alle coppe europee dell'anno successivo. Sono state inoltre bloccate anche le retrocessioni in Serie A2 e le promozioni dalla stessa categoria.

## Organico 2024-2025
- Bogliasco
- Brizz Nuoto Acireale
- Cosenza Nuoto

- Lazio
- Orizzonte CT
- Plebiscito Padova
- Rapallo
- SIS Roma
- Trieste
- Vela Ancona

## Albo d'oro
- 1985  Volturno (1)
- 1986  Volturno (2)
- 1987  Volturno (3)
- 1988  Volturno (4)
- 1989  Volturno (5)
- 1990  Volturno (6)
- 1991  Volturno (7)
- 1992  Orizzonte CT (1)
- 1993  Orizzonte CT (2)
- 1994  Orizzonte CT (3)
- 1995  Orizzonte CT (4)
- 1996  Orizzonte CT (5)
- 1997  Orizzonte CT (6)
- 1998  Orizzonte CT (7)
- 1999  Orizzonte CT (8)
- 2000  Orizzonte CT (9)
- 2001  Orizzonte CT (10)
- 2002  Orizzonte CT (11)
- 2003  Orizzonte CT (12)
- 2004  Orizzonte CT (13)
- 2005  Orizzonte CT (14)
- 2006  Orizzonte CT (15)
- 2007  Fiorentina (1)
- 2008  Orizzonte CT (16)
- 2009  Orizzonte CT (17)
- 2010  Orizzonte CT (18)
- 2011  Orizzonte CT (19)
- 2012  Pro Recco (1)
- 2013  Rapallo (1)
- 2014  Imperia (1)
- 2015  Plebiscito Padova (1)
- 2016  Plebiscito Padova (2)
- 2017  Plebiscito Padova (3)
- 2018  Plebiscito Padova (4)
- 2019  Orizzonte CT (20)
- 2020 non assegnato causa pandemia di COVID-19[2]
- 2021  Orizzonte CT (21)
- 2022  Orizzonte CT (22)
- 2023  Orizzonte CT (23)
- 2024  Orizzonte CT (24)
- 2025  Orizzonte CT (25)